# Lijst van voetbalinterlands Andorra - Estland
Deze lijst van voetbalinterlands is een overzicht van alle officiële voetbalwedstrijden tussen de nationale teams van Andorra en Estland hebben tot op heden twaalf keer tegen elkaar gespeeld. De eerste ontmoeting was een vriendschappelijke wedstrijd in Andorra la Vella op 13 november 1996. Het laatste duel, eveneens een vriendschappelijke wedstrijd, werd gespeeld op 1 juni 2016 in Tallinn.

## Wedstrijden
| №  | Plaats           | Datum            | Competitie           | Wedstrijd         | Uitslag |
| -- | ---------------- | ---------------- | -------------------- | ----------------- | ------- |
| 1  | Andorra la Vella | 13 november 1996 | Vriendschappelijk    | Andorra − Estland | 1 − 6   |
| 2  | Kuressaare       | 22 juni 1997     | Vriendschappelijk    | Estland − Andorra | 4 − 1   |
| 3  | Kuressaare       | 22 juni 1998     | Vriendschappelijk    | Estland − Andorra | 2 − 1   |
| 4  | Tallinn          | 16 augustus 2000 | WK 2002 kwalificatie | Estland − Andorra | 1 − 0   |
| 5  | Andorra la Vella | 7 oktober 2000   | WK 2002 kwalificatie | Andorra − Estland | 1 − 2   |
| 6  | Andorra la Vella | 30 april 2003    | EK 2004 kwalificatie | Andorra − Estland | 0 − 2   |
| 7  | Tallinn          | 7 juni 2003      | EK 2004 kwalificatie | Estland − Andorra | 2 − 0   |
| 8  | Tallinn          | 22 augustus 2007 | EK 2008 kwalificatie | Estland − Andorra | 2 − 1   |
| 9  | Andorra la Vella | 17 november 2007 | EK 2008 kwalificatie | Andorra − Estland | 0 − 2   |
| 10 | Andorra la Vella | 16 oktober 2012  | WK 2014 kwalificatie | Andorra − Estland | 0 − 1   |
| 11 | Tallinn          | 26 maart 2013    | WK 2014 kwalificatie | Estland − Andorra | 2 − 0   |
| 12 | Tallinn          | 1 juni 2016      | Vriendschappelijk    | Estland − Andorra | 2 − 0   |
| 13 | Tallinn          | 9 september 2025 | Vriendschappelijk    | Estland − Andorra |         |

## Samenvatting
| Competitie        | Totaal gespeeld | Winst Andorra | Gelijk | Winst Estland | Doelsaldo Andorra – Estland |
| ----------------- | --------------- | ------------- | ------ | ------------- | --------------------------- |
| WK-kwalificatie   | 4               | 0             | 0      | 4             | 1 − 6                       |
| EK-kwalificatie   | 4               | 0             | 0      | 4             | 1 − 8                       |
| Vriendschappelijk | 4               | 0             | 0      | 4             | 3 − 14                      |
| Totaal            | 12              | 0             | 0      | 12            | 5 − 28                      |

Wedstrijden bepaald door strafschoppen worden, in lijn met de FIFA, als een gelijkspel gerekend.

## Details

### Achtste ontmoeting
| EK 2008 kwalificatie (Tallinn, Estland, 22 augustus 2007): |       |                    |
| Estland | 2 – 1 | Andorra            |
| Raio Piiroja 34' Indrek Zelinski 90+2' | goals | 87' Fernando Silva |
| - Eerste duel van Estland onder leiding van bondscoach Viggo Jensen. - Het winnende doelpunt van aanvaller Indrek Zelinski werd eind 2007 uitgeroepen tot het mooiste doelpunt van het jaar. Hij ontving de zogeheten Hõbepall ("Zilveren Bal"). |       |                    |

### Twaalfde ontmoeting
| Vriendschappelijk (Tallinn, Estland, 1 juni 2016): |       |         |
| Estland | 2 – 0 | Andorra |
| Dmitri Kruglov 24' Frank Liivak 90+2' | goals |         |
| - Debuut van Andreas Vaikla (IFK Norrköping) en Jan Kokla (FC Flora) voor Estland. - Honderdste interland van aanvoerder Ildefons Lima (FC Santa Coloma) voor Andorra. |       |         |

FAF · A-internationals · Statistieken · Bondscoaches · Andorrees vrouwenelftal · Andorra U21 · Andorra U20 · Andorra U19 · Andorra U18 · Andorra U17 · Andorra U16
1990 – 1999 · 2000 – 2009 · 2010 – 2019 · 2020 − 2029
1996 · 1997 · 1998 · 1999 · 2000 · 2001 · 2002 · 2003 · 2004 · 2005 · 2006 · 2007 · 2008 · 2009 · 2010 · 2011 · 2012 · 2013 · 2014 · 2015 · 2016 · 2017 · 2018 · 2019 · 2020 · 2021 · 2022 · 2023 · 2024
Albanië ·
Armenië ·
Azerbeidzjan ·
België ·
Bolivia ·
Bosnië en Herzegovina ·
Brazilië ·
Bulgarije ·
China ·
Cyprus ·
Engeland ·
Equatoriaal-Guinea ·
Estland ·
Faeröer ·
Finland ·
Frankrijk ·
Gabon ·
Georgië ·
Gibraltar ·
Grenada ·
Hongarije ·
Ierland ·
IJsland ·
Indonesië ·
Israël ·
Kaapverdië ·
Kazachstan ·
Kosovo ·
Kroatië ·
Letland ·
Liechtenstein ·
Litouwen ·
Malta ·
Moldavië ·
Nederland ·
Noord-Ierland ·
Noord-Macedonië ·
Oekraïne ·
Oostenrijk ·
Polen ·
Portugal ·
Qatar ·
Roemenië ·
Rusland ·
Saint Kitts en Nevis ·
San Marino ·
Slowakije ·
Spanje ·
Tsjechië ·
Turkije ·
Verenigde Arabische Emiraten ·
Wales ·
Wit-Rusland ·
Zuid-Afrika ·
Zwitserland
EJL · A-internationals · Bondscoaches · Statistieken · Estisch vrouwenelftal · Olympisch elftal · Estland U21 · Estland U20 · Estland U19 · Estland U18 · Estland U17 · Estland U16
1920 – 1929 ·
1930 – 1939 ·
1940 – 1949 ·
1950 – 1990 · 
1990 – 1999 ·
2000 – 2009 ·
2010 – 2019 ·
2020 − 2029
OS 1924
1920 ·
1921 ·
1922 ·
1923 ·
1924 ·
1925 ·
1926 ·
1927 ·
1928 ·
1929 · 
1930 · 
1931 · 
1932 · 
1933 · 
1934 · 
1935 · 
1936 · 
1937 · 
1938 · 
1939 · 
1940 · 
1941 · 
1942 · 
1943 · 1944 · 
1945 · 
1946 · 
1947 · 
1948 · 
1949 · 
1950 – 1990 · 
1991 · 
1992 · 
1993 · 
1994 · 
1995 · 
1996 · 
1997 · 
1998 · 
1999 · 
2000 · 
2001 · 
2002 · 
2003 · 
2004 · 
2005 · 
2006 · 
2007 · 
2008 · 
2009 · 
2010 · 
2011 · 
2012 · 
2013 · 
2014 · 
2015 · 
2016 ·
2017 ·
2018 ·
2019 ·
2020
Albanië ·
Andorra ·
Angola ·
Antigua en Barbuda ·
Argentinië ·
Armenië ·
Azerbeidzjan ·
België ·
Bosnië-Herzegovina ·
Brazilië ·
Bulgarije ·
Canada ·
Chili ·
China ·
Cyprus ·
Denemarken ·
Duitsland ·
Ecuador ·
Egypte ·
El Salvador ·
Engeland ·
Equatoriaal-Guinea ·
Faeröer ·
Fiji ·
Filipijnen ·
Finland ·
Frankrijk ·
Georgië · 
Gibraltar ·
Griekenland ·
Hongarije ·
Hongkong ·
Ierland ·
IJsland ·
Indonesië ·
Irak ·
Israël ·
Italië ·
Jordanië ·
Kazachstan ·
Kirgizië ·
Kroatië ·
Letland ·
Libanon ·
Liechtenstein ·
Litouwen ·
Luxemburg ·
Malta ·
Marokko ·
Mexico ·
Moldavië ·
Montenegro ·
Nederland ·
Nieuw-Caledonië ·
Nieuw-Zeeland ·
Noord-Ierland ·
Noord-Macedonië ·
Noorwegen ·
Oekraïne ·
Oezbekistan ·
Oman ·
Oostenrijk ·
Polen ·
Portugal ·
Qatar ·
Roemenië ·
Rusland ·
Saint Kitts en Nevis ·
San Marino ·
Saoedi-Arabië ·
Schotland ·
Servië ·
Slovenië ·
Slowakije · 
Spanje ·
Tadzjikistan ·
Thailand ·
Trinidad en Tobago ·
Tsjechië ·
Turkije ·
Turkmenistan ·
Uruguay ·
Vanuatu ·
Venezuela ·
Verenigde Arabische Emiraten ·
Verenigde Staten ·
Vietnam ·
Wales ·
Wit-Rusland ·
Zweden ·
Zwitserland